# 新行徳橋
新行徳橋（しんぎょうとくばし）は千葉県市川市の行徳地区と八幡地区を結ぶ、千葉県道6号市川浦安線の道路橋。

## 概要

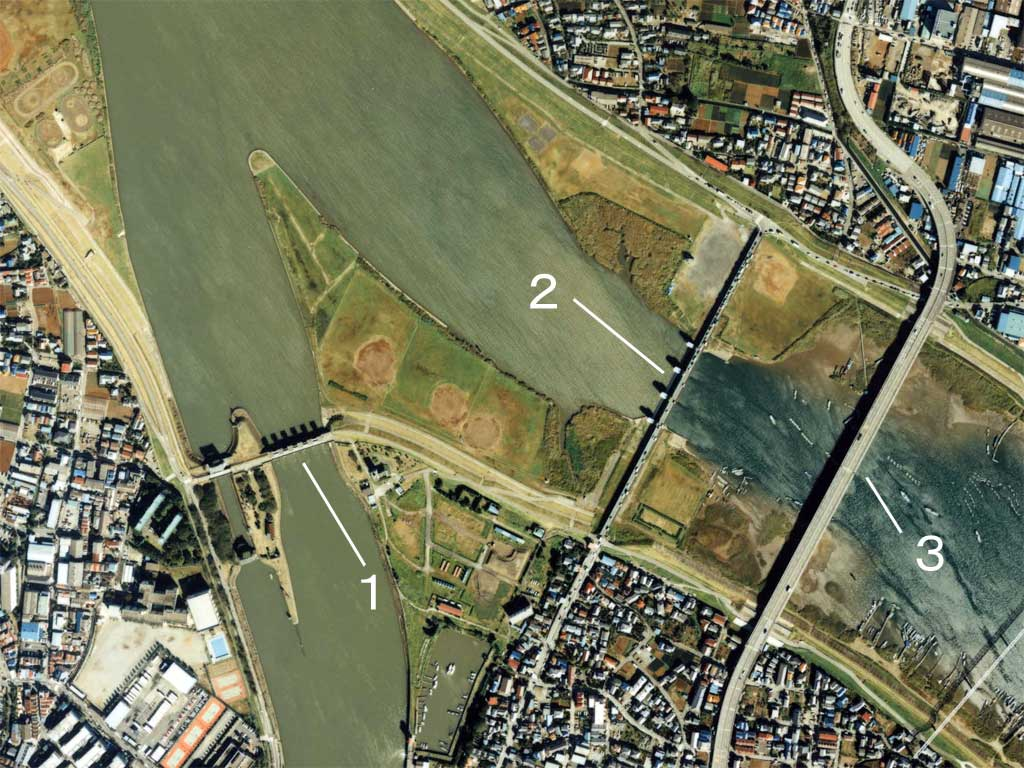
新行徳橋周辺の航空写真（1989年）。新行徳橋のすぐ上流には行徳橋がある（画像に写るのは行徳橋の旧橋梁）。図中の番号3が新行徳橋。2は行徳橋（行徳可動堰）。1が江戸川水閘門。

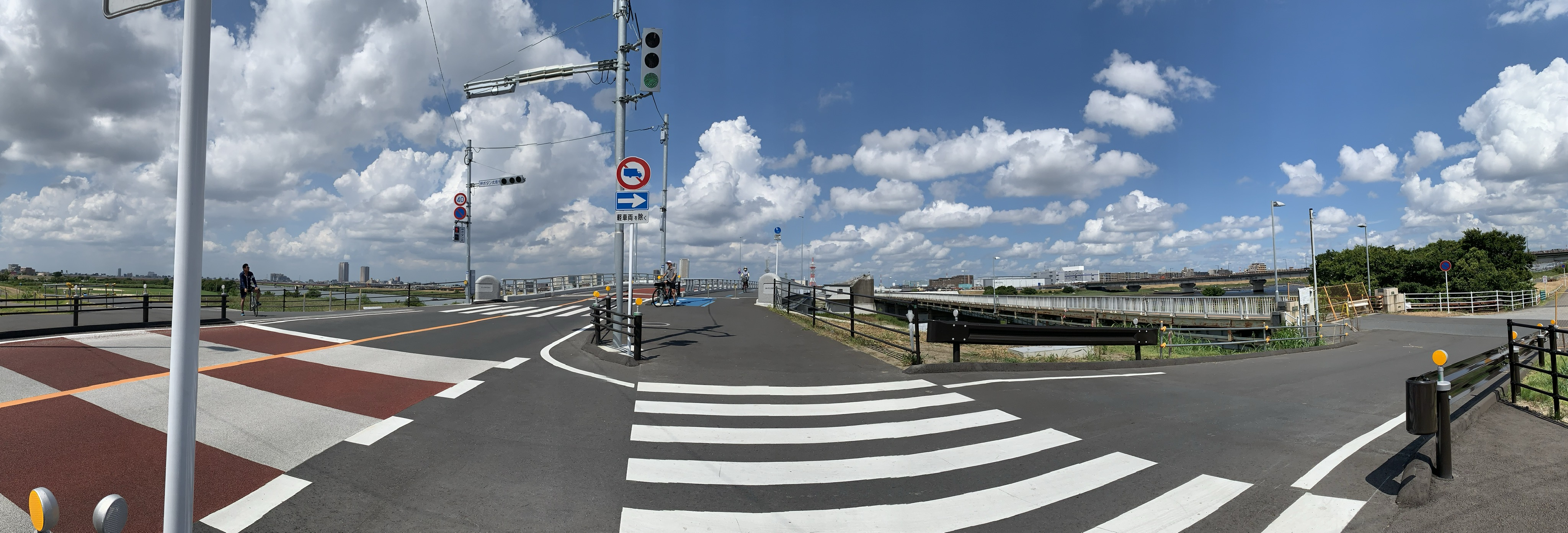
行徳橋から撮影したパノラマ写真。左が行徳橋の新橋梁、右が旧橋梁。右奥（下流）に見えるのが新行徳橋（2020年撮影、行徳橋旧橋梁はその後撤去済み）。

1972年（昭和47年）開通。行徳地区の開発とともに千葉県道6号市川浦安線のバイパス整備が進められ、狭隘な行徳橋のバイパス橋として建設された。開通から20年間は千葉県道路公社が管理する有料道路だったが、1993年（平成5年）に無料化された。橋の浦安寄りには料金所跡の敷地が見られる。

## 位置
- 北緯35度42分7.84秒 東経139度55分32秒 / 北緯35.7021778度 東経139.92556度
- 船橋［南西］ - 地理院地図
- 新行徳橋 - Google マップ

## 隣の橋
- 江戸川

江戸川大橋 - 行徳橋 - 新行徳橋 - 水管橋 - 第二江戸川橋梁